# Квазар
Квазар (скраћеница од „Квази-стеларни радио извори“ или на енглеском језику QUASi-stellAR radio source) је космолошки извор електромагнетног зрачења, укључујући светлосно, које показује веома велики црвени помак. Међу научницима влада општа сагласност да је велики црвени помак квазара резултат Хабловог закона. Из тога следи да су квазари и веома удаљени од нас. Да би их уопште могли опазити на толикој удаљености, енергија зрачења квазара морала би да буде далеко већа од енергије зрачења скоро сваког од познатих космичких објеката, са изузетком релативно кратко живећих супернова и експлозија гама зрачења. Они би у ствари требало да зраче енергију која је једнака зрачењу које израче заједно стотину обичних галаксија.
Посматрани оптичким телескопима, квазари изгледају као усамљене светлосне тачке или звезде слабашног сјаја, одакле и потиче њихов придев квазистеларни (квазизвездани). Неки од квазара показују нагле промене у луминозности, из чега се може закључити да су они и веома мали (један објект не може да се мења брже од времена које је потребно светлости да пређе са једног његовог краја на други). Највећи до сада познати црвени помак неког квазара износи 6,4 Снага квазара сматра се да потиче од гомилања или пропадања материје у супермасивне црне рупе, које се налазе у језгрима удаљених галаксија, чинећи квазаре тако луминозном верзијом једне општије класе објеката под називом активне галаксије. Иначе, ни један други тренутно познати механизам не би могао да објасни толико велику снагу и брзу променљивост зрачења квазара. Сазнања о квазарима убрзано напредују. Али све до 1990. није било јасне сагласности око њиховог порекла и природе.
Пронађено је више од милион квазара, а најближи познати је удаљен око 600 милиона светлосних година од Земље. Рекорд за најудаљенији познати квазар наставља да се мења. У 2017. години, квазар ULAS J1342+0928 је откривен на црвеном помаку z = 7,54. Светлост посматрана из овог квазара од 800 милиона соларних маса емитована је када је универзум био стар само 690 милиона година. Године 2020, квазар J100758.264+211529.207 је откривен из времена само 700 милиона година након Великог праска, и са процењеном масом од 1,5 милијарди пута већом од масе Сунца. Почетком 2021. године, квазар QSO J0313–1806, са црном рупом од 1,6 милијарди соларних маса, објављен је на z = 7,64, 670 милиона година након Великог праска.

## Особине квазара
До данас је откривено више од 100.000 квазара. Сви њихови опажени спектри показују значајан црвени помак, који се налази у опсегу од 0,06 до скорашње утврђеног максимума од 6,4. У складу с тиме, сви познати квазари налазе се на великим удаљеностима од нас; најближи су на 240 Мегапарсека (780 милиона светлосних година) а најудаљенији су на 4 Гигапарсека или на око 13 милијарди светлосних година. Пошто је и старост космоса процењена на нешто више од 13 милијарди година сматра се да ове квазаре опажамо, у ствари, онако како су изгледали у далекој прошлости, односно у време када је наш космос био још релативно млад.
Мада, како је напоменуто, изгледају веома слабашним онда када их опажамо оптичким путем, њихов високи црвени помак упућује на то да се квазари налазе на веома великим удаљеностима од нас, што их чини најсјајнијим објектима у познатом универзуму. Квазар са највећим сјајем који се појављује на нашем небу је ултралуминозни 3C 273, који се налази у констелацији Девица (Virgo). Он има просечну опажену магнитуду од 12,8 (довољну да се запази на малом телескопу), али је његова апсолутна магнитуда од −26,7. Када би удаљеност овог квазара од наше планете била 10 парсека или отприлике 33 светлосне године, овај објекат би на небу имао сјајност једнаку сјају нашег Сунца. Луминозност овог квазара је два трилиона (2 × 1012) пута већа од луминозности нашег Сунца или око 100 пута већа од укупне светлости коју израчи просечна џиновска галаксија, попут нашег Млечног пута.
Хиперлуминозни квазар APM 08279+5255 био је, када је откривен 1998. године, опажен са апсолутном магнитудом од −32,2, мада је фотографија високе резолуције снимљена Хабловим свемирским телескопом и Кек телескопом открила на овом објекту ефекте “гравитационог увећања” (гравитационог сочива). Студија гравитационог увећања на овом систему сугерише да је он увећан за фактор 10. Он је ипак знатно више луминозан од оближњих квазара као што су 3C 273 или HS 1946+7658, за које се мислило да имају апсолутну магнитуду од −30,3, али и ова два квазара били су такође увећани ефектом гравитационог сочива.
Утврђено је да квазари варирају своју луминозност у разноликим временским интервалима. Код различитих квазара се сјајност мења сваких пар месеци, недеља, дана или сати. Ова чињеница је навела научнике на теорију како квазари емитују своје зрачење из веома малих области простора, пошто сваки део квазара мора да буде у контакту са другим деловима у наведеним интервалима времена, да би варијације у њиховој луминозности биле координисане у истим тим интервалима. У складу с тиме, квазар који варира у периоду од пар недеља не може у пречнику да буде већи од пар светлосних недеља.
Квазари испољавају многа својства која су иста као својства активних галаксија. Њихово зрачење је нетермално и код неких је опажено да имају млазеве или “увца” као и радио галаксије. Квазари се могу опазити у многим деловима електромагнетног спектра, укључујући радио-таласе, инфрацрвено зрачење, видљиву светлост, ултраљубичасту, X зраке, па чак и гама зраке. Већина квазара су најсјајнији у близини ултраљубичасте области спектра (близу 121,6 нанометара, односно Лиманове алфа линије водониковог спектра), али захваљујући огромном црвеном помаку максимум њихове луминозности опажа се близу инфрацрвене области спектра (900 нанометара или 0,9 микрометара).

## Порекло зрачења квазара
Пошто квазари испољавају својства заједничка за све активне галаксије, многи научници су, због уочених сличности, и упоредили емисију зрачења квазара са оном која долази од малих активних галаксија. За сада, најбоље објашњење порекла зрачења квазара засновано је на претпоставци о постојању супермасивних црних рупа. Да би произвела луминозност од 1040 вати (типична сјајност квазара), супермасивна црна рупа морала би да прогута материју еквивалентну маси од 10 звезда сваке године. А најсјајнији познати квазар требало би да прождире чак 1000 звезданих маса сваке године. Сматра се да квазари могу да се пале и гасе у зависности од њиховог окружења. Једна од последица је да неки квазар не би могао да се храни претходно наведеном брзином у времену које би износило 10 милијарди година, што на добар начин објашњава зашто не постоје нама блиски квазари. Према овом објашњењу, када квазар заврши своје гутање космичке прашине и гасова он тада постаје једна сасвим обична галаксија.
Још једна од занимљивих особина квазара је да они у себи показују присуство хемијских елемената који су тежи од хелијума. Ово наводи на закључак да су галаксије доживеле једну масивну фазу звездане формације у којој су створене звезде и то у времену између Великог праска и првог опажања квазара. Ако никакав доказ за постојање ових звезда не би био пронађен или не би био пронађен неки алтернативни механизам за производњу тежих елемената, ово би могло озбиљно да подрије садашње гледање на еволуцију свемира. Мада би светлост са ових звезда могла да буде опажена коришћењем НАСА-иног Спицер свемирског телескопа (Spitzer Space Telescope) и после 2005. године ово објашњење још увек остаје да буде потврђено.

## Историја опажања квазара
Први квазари откривени су радио-телескопима у касним 1950-им годинама. Многи су били забележени као радио извори без одговарајућих видљивих објеката. Стотине ових објеката су забележене почев од 1960. и њихово откриће било је објављено у Трећем Кембриџовом каталогу (Third Cambridge Catalogue), док су астрономи претраживали небо у потрази за њиховим оптичким (видљивим) дупликатом. У 1960 години радио извор 3C 48 коначно је доведен у везу са једним оптичким објектом. Астрономи су детектовали нешто што се чинило као слабашна плава звезда на месту овог радио извора и снимили су њен спектар. Он је садржавао многе непознате емисионе линије, али објашњење ове аномалије његовог спектра зрачења, засновано на великом црвеном помаку, које је дао Џон Гатенби Болтон није било шире прихваћено. Године 1962. начињен је нови продор у објашњену ове појаве. Један други радио извор, 3C 273, претрпео је пет окултација у току месеца. Мерења предузета од стране Цирила Хазарда и Џона Болтона, за време једне од ових окултација, уз помоћ Паркс радио-телескопа омогућила су Мартину Шмиту (Maarten Schmidt) да оптички идентификује овај објекат, коришћењем 200-инчног Халеовог телескопа на Маунт Паломару. Овај спектар показивао је исте оне необичне емисионе линије. Шмит је схватио да су то у ствари спектралне линије водоника, које су само померене црвеним помаком за 15,8 процената. Ово откриће, у складу са Хабловим законом, показивало је да се овај објекат удаљава брзином од 47.000 km/s. Овим открићем дошло је до револуције у осматрању квазара и омогућено је другим астрономима да утврде црвене помаке емисионих линија и код других радио извора. За извор 3C 48, утврђено је, на пример, да има црвени помак који одговара брзини удаљавања од 37% брзине светлости (као што је и предвидео Џон Болтон). Термин квазар сковао је амерички астрофизичар кинеског порекла Хонг-Ји Чиу (Hong-Yee Chiu), 1964. године, и први пут употребио у часопису Физика данас, да опише ове загонетне свемирске објекте.
Касније је утврђено да немају сви квазари (у ствари само 10% их има) јако радио зрачење, односно да нису “радио гласни”. У складу с тиме назив QSO што је скраћеница од квази-стеларни објект (quasi-stellar object) коришћена је све више као замена за назив квазар, без обзира да ли је реч о радио гласним или радио тихим врстама.
Једна од великих дебата вођена током 1960-их година била је да ли су квазари нама блиски објекти или веома удаљени као што указује њихов црвени помак. Било је предложено, на пример, да црвени помак квазара није последица Доплеровог ефекта већ тога што светлост квазара напушта једну дубоку гравитациону јаму. Међутим показало се да би звезде задовољавајуће масе које би могле да формирају такву јаму биле веома нестабилне. Осим тога, пошто квазари показују неуобичајене емисионе спектралне линије, које су раније виђене једино у топлим гасовитим небулама мале густине, оне би биле превише дифузне да би могле, било да генеришу опажену снагу квазара, било да се уклопе у објашњење на бази гравитационе јаме. Постојале су такође озбиљне сумње у погледу идеје да су квазари космолошки веома удаљени објекти. Један јак аргуменат против тога био је да они претпостављају енергију која далеко надилази све познате процесе конверзије енергије, укључујући и процес нуклеарне фузије. У то време, било је предлога да су квазари начињени од неког непознатог облика стабилне антиматерије и да би томе могла да се припише њихова велика сјајност. Ова сугестија је међутим одбачена са појавом механизма акреционог диска, 1970. године, тако да је космолошка удаљеност квазара данас прихваћена од већине истраживача.
Године 1979. ефекат гравитационог сочива, предвиђен Ајнштајновом Општом теоријом релативности, потврђен је астрономским осматрањима, и то, на основу по први пут начињеног снимка двоструког квазара. 0957+561.
У 1980. години, развијен је уједињени модел у којем су квазари виђени само као једна проста класа унутар врсте активних галаксија. Постигнута је општа сагласност да у многим случајевима квазаре раликујемо од других врста, као што су блазари и радио галаксије, само због различитог угла гледања. Верује се да је велика луминозност квазара последица трења до којег долази унутар гасова и прашине који пропадају у акрециони диск једне супермасивне црне рупе. Такав процес може да конвертује око половину масе неког објекта у енергију, што је много више у поређењу са пар процената конверзије која се дешава, на пример, у процесу нуклеарне фузије.
Верује се такође, да овај механизам може да објасни зашто су квазари били много заступљенији у време раног универзума, пошто овакав начин производње енергије мора да се заврши када супермасивна црна рупа поједе сав гас и прашину из њене околине. Ово значи да је могуће да су већина галаксија, укључујући и наш Млечни пут, прошле кроз једну активну фазу (појављујући се као квазар или нека друга врста активних галаксија, зависно од масе црне рупе и брзине акреције или гутања масе), да би сада биле у стању мировања, због недостатка материје којом би могле да се хране њихове централне црне рупе (акрециони дискови) и тако производиле квазарско зрачење.